# Kate Marsden
Pour les articles homonymes, voir Marsden.
Kate Marsden, née le 13 mai 1859 à Edmonton, et morte le 26 mai 1931 à Londres, était une exploratrice, missionnaire, auteure et infirmière britannique. Soutenue par la reine Victoria et l'impératrice Marie Fedorovna de Russie, elle tenta de trouver un remède pour guérir la lèpre. Pour cela, elle organisa une expédition de Moscou en Sibérie et y installa un centre de traitement de la lèpre. Elle retourna, ensuite, en Angleterre où elle inspira la création du Bexhill Museum, mais dut malheureusement se retirer en tant qu'administratrice. En effet, après son retour de Sibérie, ses finances et ses motivations furent remises en question. Elle fut également confrontée à l'homophobie de ses détracteurs qui, à cause de son orientation sexuelle, réussirent presque à monter un procès du « style Oscar Wilde » contre elle. Kate Marsden, fut néanmoins, élue membre de la Royal Geographical Society; un diamant porte son nom et une statue en son honneur a été érigée en Sibérie, au village de Sosnoska en 2014 .  

## Enfance
Kate Marsden, née à Edmonton, Londres est la fille de J.D. Marsden, notaire et de son épouse Sophie Mathilda Wellsted. À 16 ans, elle devint infirmière et travailla dans un hôpital de Londres . Plus tard, elle occupa le poste d'infirmière-chef au Wellington Hospital . En 1877, elle fut envoyée en Bulgarie, avec d'autres infirmières, dans le but de soigner les soldats russes blessés pendant le conflit avec la Turquie. L'altruisme et la dévotion dont elle fit preuve en travaillant pour la Croix rouge lui valurent une récompense de la part de l'impératrice Marie Fedorovna. Près de Sistov, elle rencontra apparemment deux personnes atteintes de la lèpre qui la persuadèrent que sa mission était de soigner les lépreux.

## Intérêt pour la lèpre
Kate retourna en Angleterre et passa quelque temps à soigner ses propres frères et sœurs atteints de tuberculose. Elle se rendit également en Nouvelle-Zélande, en compagnie de sa belle-mère, pour soigner sa sœur malade. Après le décès de celle-ci, Kate occupa la position de 'Lady Superintendant' à l'hôpital Wellington, établi, en priorité, pour s'occuper de la population Maori locale . Kate Marsden indiqua, plus tard, qu'en Nouvelle-Zélande, elle eut affaire à la lèpre mais aussi à une maladie similaire parmi la population Maori. Avant de rentrer en Angleterre, elle y créa la première antenne néo-zélandaise de l'organisation Ambulance Saint-Jean . 
Elle continua à travailler comme infirmière et à visiter les malades tout en désirant partir aux colonies afin d'y soigner les lépreux. Ayant obtenu le soutien de la reine Victoria et de la princesse Alexandra, Kate se mit en route pour la Russie où elle demanda une aide financière à la famille royale. Grâce à cela, elle put se lancer dans un voyage en Égypte, Palestine, Chypre et Turquie. À Constantinople, elle rencontra un médecin anglais qui lui parla des propriétés curatives d'une herbe découverte en Sibérie. Cette information la poussa à se rendre en Sibérie .  

## Voyage en Sibérie

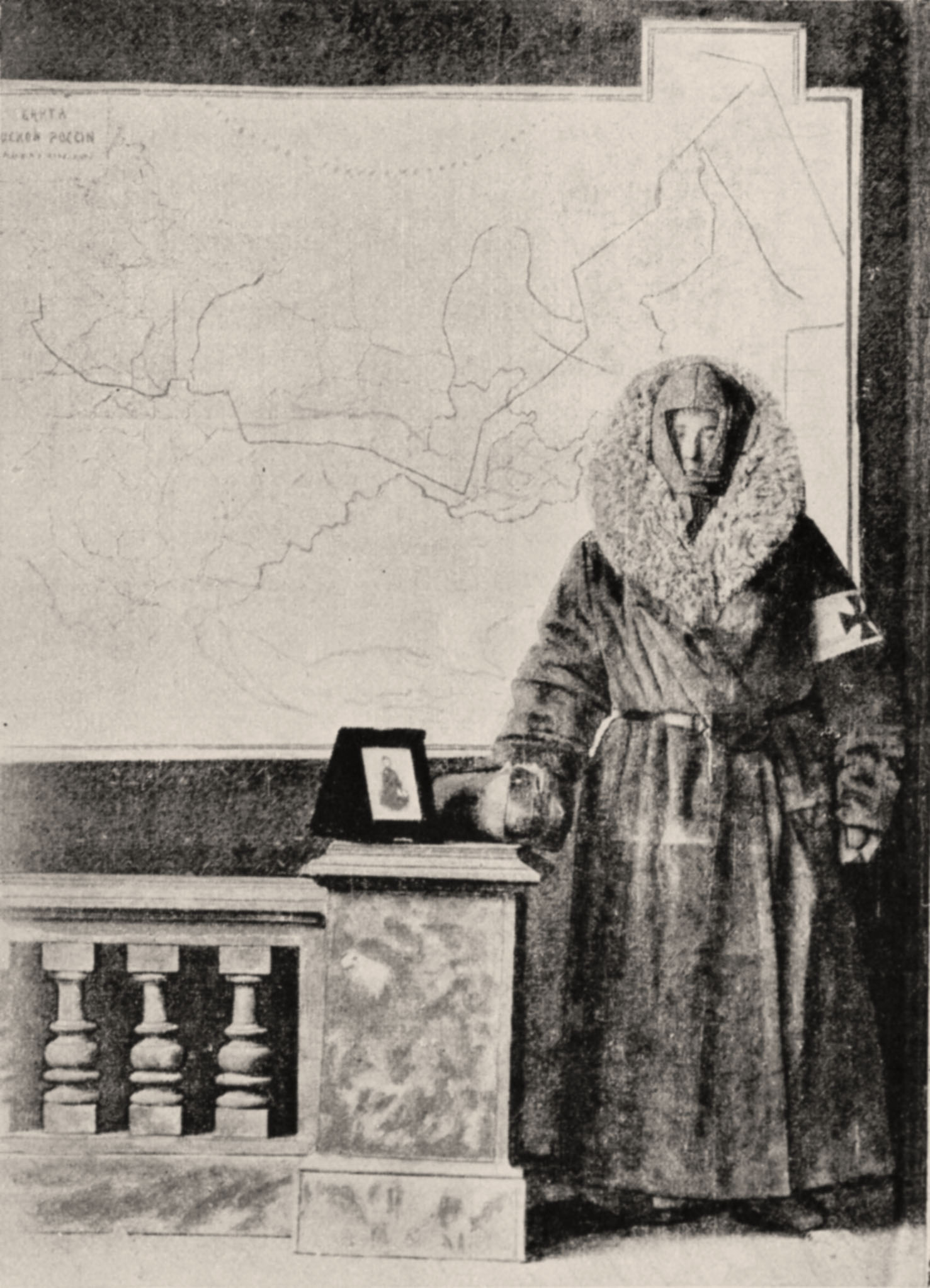
Kate Marsden avec son équipement pour l'expédition en Sibérie devant une carte retraçant son périple

Kate Marsden partit d'Angleterre pour Moscou, à bord du navire marchand le Parramatta. À son arrivée à Moscou, en novembre 1890, elle fut reçue par la tsarine qui lui remit une lettre demandant à toute personne qui lirait ce pli de lui fournir aide et assistance dans son entreprise . Elle emporta ses propres provisions y compris un vêtement si robuste et lourd, que la force de trois hommes fut nécessaire pour l'installer dans le traîneau qui la transporterait pendant une partie du voyage. Elle ne pouvait pas plier ses jambes avec cet accoutrement. Elle avait aussi emporté 18 kilos de Christmas pudding parce qu'il avait la réputation d'entretenir la bonne santé et parce qu'elle adorait ça . Elle arriva trois mois plus tard avec son assistante et traductrice, Ada Field . Pendant son expédition , elle parcourut environ 18.000km (11.000 miles) à travers la Russie en train, en bateau, en traîneau ou à dos de cheval . Elle dut interrompre son voyage près d'Omsk parce qu'elle tomba malade .

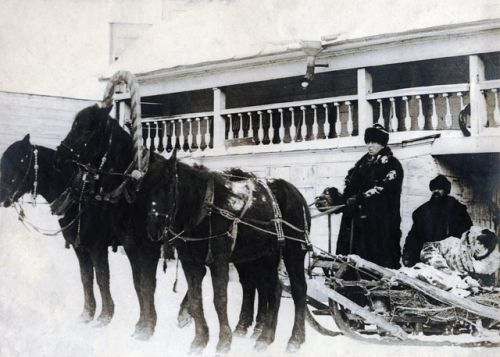
Kate Marsden lors de son périple en Sibérie

Malgré le soutien de la famille royale russe, elle aida les prisonniers qu'elle rencontra sur son chemin. Ainsi, elle fit don de nourriture à des prisonniers russes en route pour l'exil, accordant des rations doubles aux femmes. En arrivant à Irkoutsk, en mai, elle forma un comité pour traiter la question de la lèpre. Elle se rendit, ensuite, à Iakoutsk, en descendant le fleuve Léna, pour y récupérer l'herbe censée guérir de la lèpre . Les Iakoutk utilisent une variété d'armoise qu'ils nomment koutchoutka, utilisée comme panacée. Son jus permettrait notamment de soigner certains symptômes de la lèpre comme les cicatrices. Bien que cette plante n'apporta pas la guérison espérée, elle continua à travailler auprès des lépreux en Sibérie .
En 1892, elle fut nommée membre de la Royal Geographical Society et se vit offrir personnellement une broche représentant un ange des mains de la reine Victoria.
En 1893, Kate Marsden se rendit à Chicago où elle donna une conférence sur ses exploits aux visiteurs de l'Exposition universelle. Elle décrivit son périple de 23.000km (14.000miles), les conditions difficiles et inconfortables dans lesquelles elle avait voyagé .
En 1895, Kate Marsden créa une association, toujours en activité à ce jour et connue sous le nom de St Francis Leprosy Guild  et en 1897, elle retourna en Sibérie ouvrir un hôpital pour les lépreux à Viliouïsk . Elle ne se remit jamais pleinement de cette expédition mais nota tous les détails dans un livre intitulé On Sledge and Horseback to Outcast Siberian Lepers qui parut en 1893 . Kate Marsden mourut à Londres le 26 mars 1931 et fut enterrée au cimetière Hillingdon à Uxbridge en date du 31 mars 1931. Sa tombe, envahie par la végétation durant des années, a été dégagée et nettoyée et est, à nouveau accessible. 

## Polémique

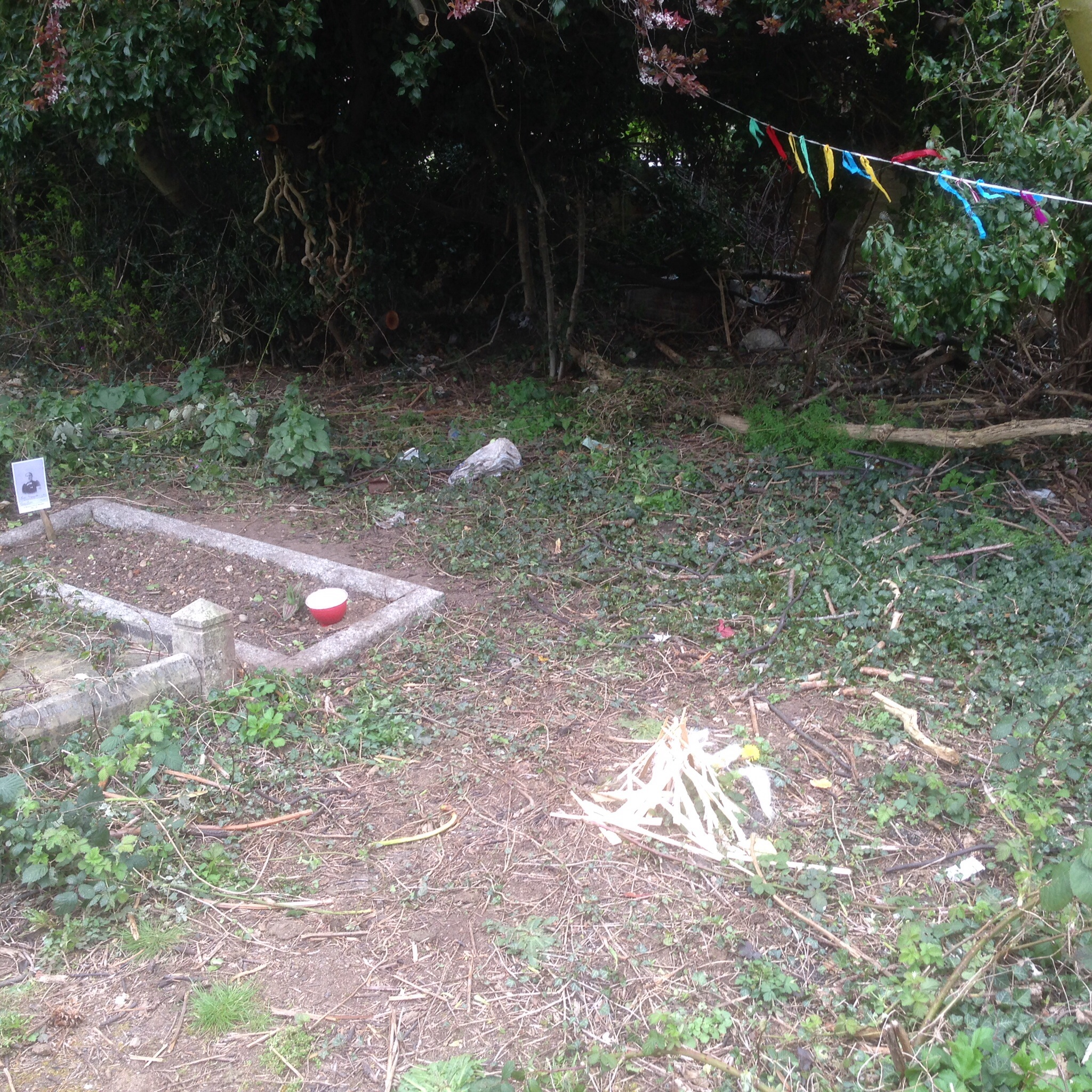
Tombe de Kate Marsden

Avoir réussi l'exploit de parcourir 3200km (2000 miles) en Sibérie à la recherche d'un remède contre la lèpre ne lui valut pas une reconnaissance internationale; nombreux furent ceux qui trouvaient qu'il était difficile de croire que Kate Marsden ait effectivement fait ce qu'elle prétendait. Il y eut même des rumeurs qui affirmaient qu'elle avait entrepris ce voyage pour expier ses fautes et son homosexualité. Bien que le magazine The Girl's Own Paper parla de ses exploits et qu'elle fut applaudie par la Royal Geographical Society, le journaliste militant William Thomas Stead la tourna en dérision . William Thomas Stead est considéré, aujourd'hui, comme l'un des premiers journalistes à sensation . Ses idées lui venaient de Nouvelle-Zélande où Kate Marsden s'était rendue auparavant.
Le révérend Alexander Francis , un pasteur anglophone de St Saint-Pétersbourg, qui l'avait entendue en confession pour 'conduite immorale avec des femmes', prévoyait de publier des preuves matérielles de fraude. L'enquête menée en Russie innocenta Marsden et une lettre officielle d'excuses écrite par des diplomates anglais et américains fut publiée dans The Times, en août 1894, lavant son honneur. Elle songea porter plainte pour diffamation contre le révérend mais fut découragée par l'affaire Oscar Wilde contre le marquis de Queensberry qui se déroulait au même moment; en effet, Oscar Wilde perdit le procès . Dans le cas de Kate Marsden, toute la différence résidait dans le fait qu'en 1895, l'homosexualité féminine n'était pas illégale . Néanmoins, Kate préféra ne pas se lancer dans un procès similaire à celui d'Oscar Wilde, d'autant que ses moyens financiers ne le lui permettaient pas .

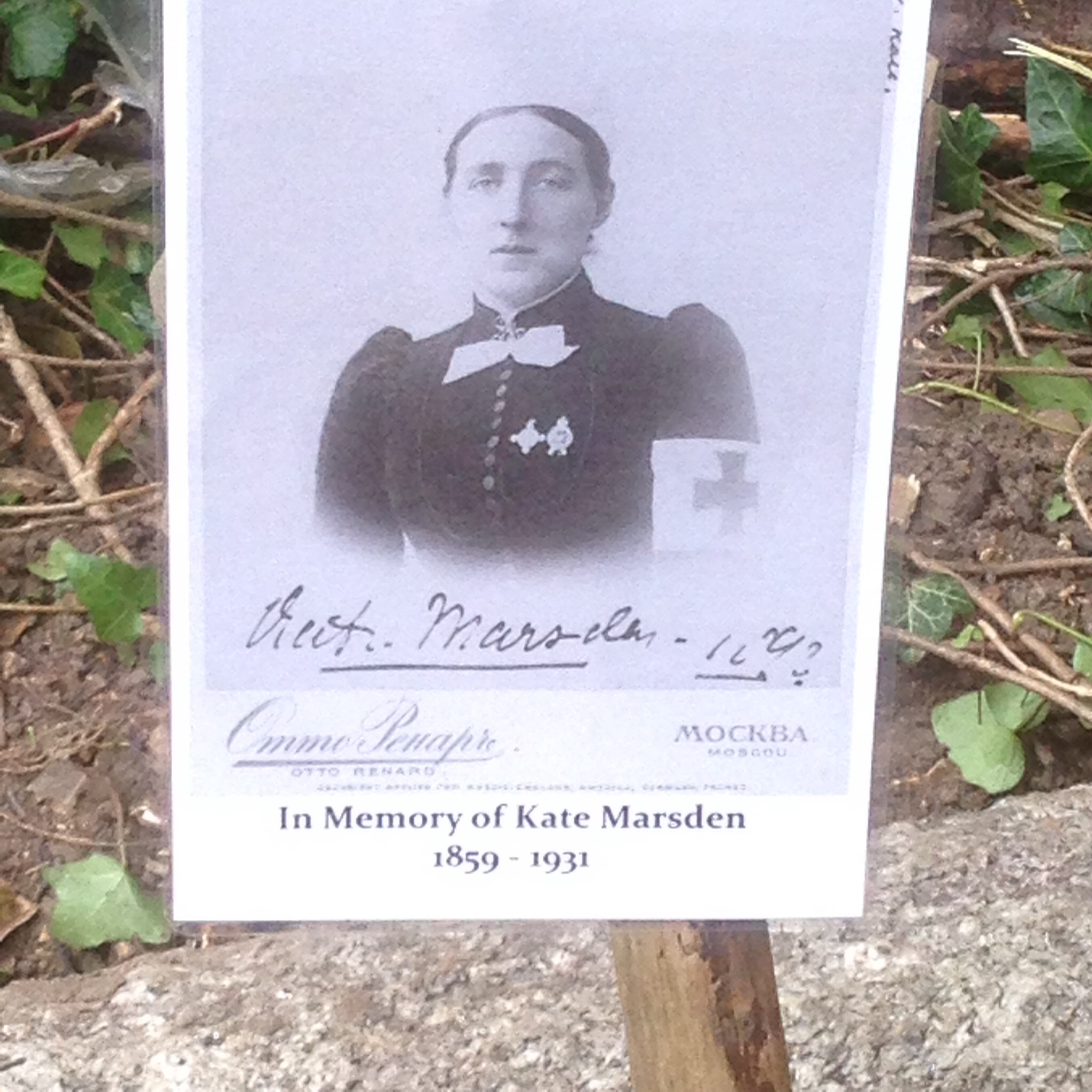
mémorial à la mémoire de Kate Marsden

Le révérend Francis rejeta le rapport russe considérant qu'il voulait uniquement enterrer l'affaire et Kate Marsden démarra, finalement,  un procès en diffamation. Celui-ci fut, hélas, interrompu, par manque de moyens. Comme si elle avait anticipé qu'elle serait accueillie avec incrédulité, Kate Marsden avait tout consigné dans son livre, y compris des lettres de personnalités importantes  rencontrées pendant son périple. Ces courriers jetèrent un doute sur ses motivations réelles et, certains esprits qualifièrent même son expédition de « voyage d'agrément » . 
En 1893, Isabel Hapgood, écrivaine et traductrice, réédita le live de Kate Marsden et y joignit des commentaires dépréciant ses efforts. Hapgood pourrait avoir été motivée par le fait que la Russie était son domaine d'expertise propre ou l'éventualité que certaines des rumeurs qui circulaient au sujet de Kate Marsden aient provoqué une réaction homophobe chez l'auteur .

## Controverse (suite)
Le Bexhill Museum fut fondé par le révérend J.C. Thomson et Kate Marsden qui organisa de nombreux meetings afin de rassembler des fonds. Elle écrivit au journal local et invita tous les dignitaires, réussit à rassembler des objets anciens des fabricants d'allumettes Bryant and May et de chocolat Fry's .
Kate Marsden fit don au musée de sa collection de coquillages et encouragea le Dr Walter Amsden à faire de même avec les objets d'art égyptien qu'il avait rassemblés. En février 1913, Kate Marsden devenue sympathisante principale du Brexhill Museum, demanda une participation financière au conseil municipal .

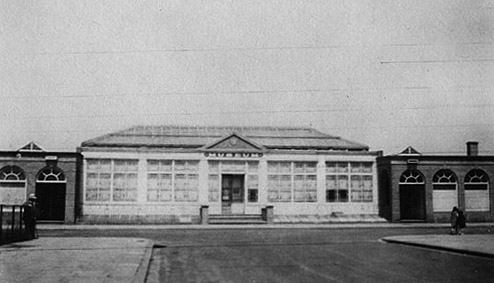
Bexhill Museum en 1914

En 1913, le maire de Bexhill contacta le comité et révéla que Kate Marsden avait fait l'objet d'une polémique . La Charity Organization Society estima que Kate Marsden n'était pas une personne digne de confiance pour gérer des « fonds associatifs » et elle se vit dans l'obligation de démissionner . Le musée continua à exister mais sans Kate Marsden .
La polémique autour de Kate Marsden ne cessa pas et elle finit sa vie en souffrant d'hydrophisie et d'un affaiblissement sénile. Après sa mort, le Bexhill Museum refusa un portrait que l'on voulait lui offrir .

## Ouvrages
- Kate Marsden: On Sledge and Horseback to Outcast Siberian Lepers. Londres, 1893
- Kate Marsden: The Leper. The Congress of Women. Conférence tenue dans le Woman's Building, Exposition universelle de Chicago, U. S. A., 1893 (éditeur: Mary Kavanaugh Oldham Eagle). Monarch Book Company, Chicago 1894, S. 213–216
- Kate Marsden: My Mission in Siberia. A Vindication. Londres, 1921

## Héritage
Une bourse « Kate Marsden » est remise, chaque année, aux meilleurs étudiants en langue anglaise de l'Université de Iakoutsk . 

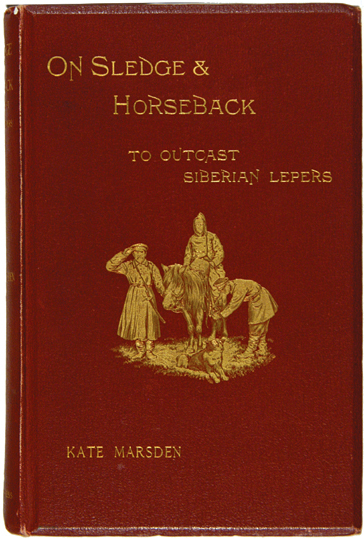
Couverture du livre « On Sledge and Horseback » de Kate Marsden

En 1991, un diamant de 55 carats découvert en République de Sakha ou Yakoutie, fut nommé « Sister of mercy, Kate Marsden  » (sœur Miséricorde, Kate Marsden en français) .
En 2008, une enquête fut menée pour essayer de trouver la mystérieuse herbe pour laquelle Kate Marsden était allée jusqu'en Sibérie. Certaines personnes avaient supposé que le traitement dont il s'agissait était à base d'absinthe, qui aurait effectivement soulagé les  ulcères des patients . On prétendait que son successeur potentiel était une herbe du nom de Kutchukta mentionnée dans un dictionnaire écrit en 1899 en Iakoute. Un herboriste local disait avoir fait usage de cette plante plusieurs années mais qu'elle était devenue tellement rare, qu'on n'en trouvait plus guère. Les chercheurs ont retrouvé le bâtiment qui servait de léproserie à l'époque; il est aujourd'hui utilisé comme salle polyvalente et résidence du village de Sosnovka, Yakoutie. L'hôpital fut fermé en 1962 . En 2009, une pierre angulaire fut posée à l'occasion du 150ème anniversaire de Kate Marsden et, la même année, le théâtre local programma une nouvelle pièce intitulée Kate Marsden. An Angel of Divine Disposals (Kate Marsden, un ange aux dispositions divines en français) .
La Royal Geographical Society possède une petite collection d'objets ayant appartenu à Kate Marsden y compris sa montre, un sifflet et la broche offerte par la reine Victoria .